# Артасир (отец Артабана)
Артасир — мидийский правитель Гиркании в VI веке до н. э., затем приближённый нескольких персидских царей.
По свидетельству Николая Дамасского, Артасир был мидийским наместником в Гиркании. После поражения последнего мидийского царя Астиага Артасир, под началом которого находилось большое войско, перешёл на сторону персидского царя Кира Великого вместе с сатрапами других земель, ранее поддерживавших Астиага.
Впоследствии, по словам Ктесия Книдского, Артасир занимал важное положение при дворе старшего сына и преемника Кира Камбиса. После убийства Камбиса Артасир принимал участие в заговоре, связанном с магом Гауматой. Также имя Артасира, как отметил исследователь Древнего Востока Р. Хэллок, упоминается в персепольских табличках, относящихся ко времени правления Дария I, что подтверждает сведения Ктесия.
По гипотезе британского антиковеда Р. Стоунмана, Артасир может быть отождествлён со своим тёзкой, о котором упоминает Плутарх в биографии Артаксеркса II. Артасир, бывший «царским оком», первым узнал о гибели Кира Младшего, о чём немедленно сообщил царю. Российский исследователь В. П. Орлов критически относится к такому предположению, но не отрицает знатное происхождение Артасира.
Сыном Артасира был Артабан — один из организаторов заговора против Ксеркса I, затем выступивший и против Артаксеркса I.